# 池田忠雄
池田 忠雄（いけだ ただお、いけだ ただかつ）は、江戸時代前期の大名。淡路洲本藩主、のち備前岡山藩2代藩主。播磨姫路藩主・池田輝政の三男（実は六男）。母は徳川家康の次女・督姫。岡山藩初代藩主・池田忠継の同母弟。

## 生涯

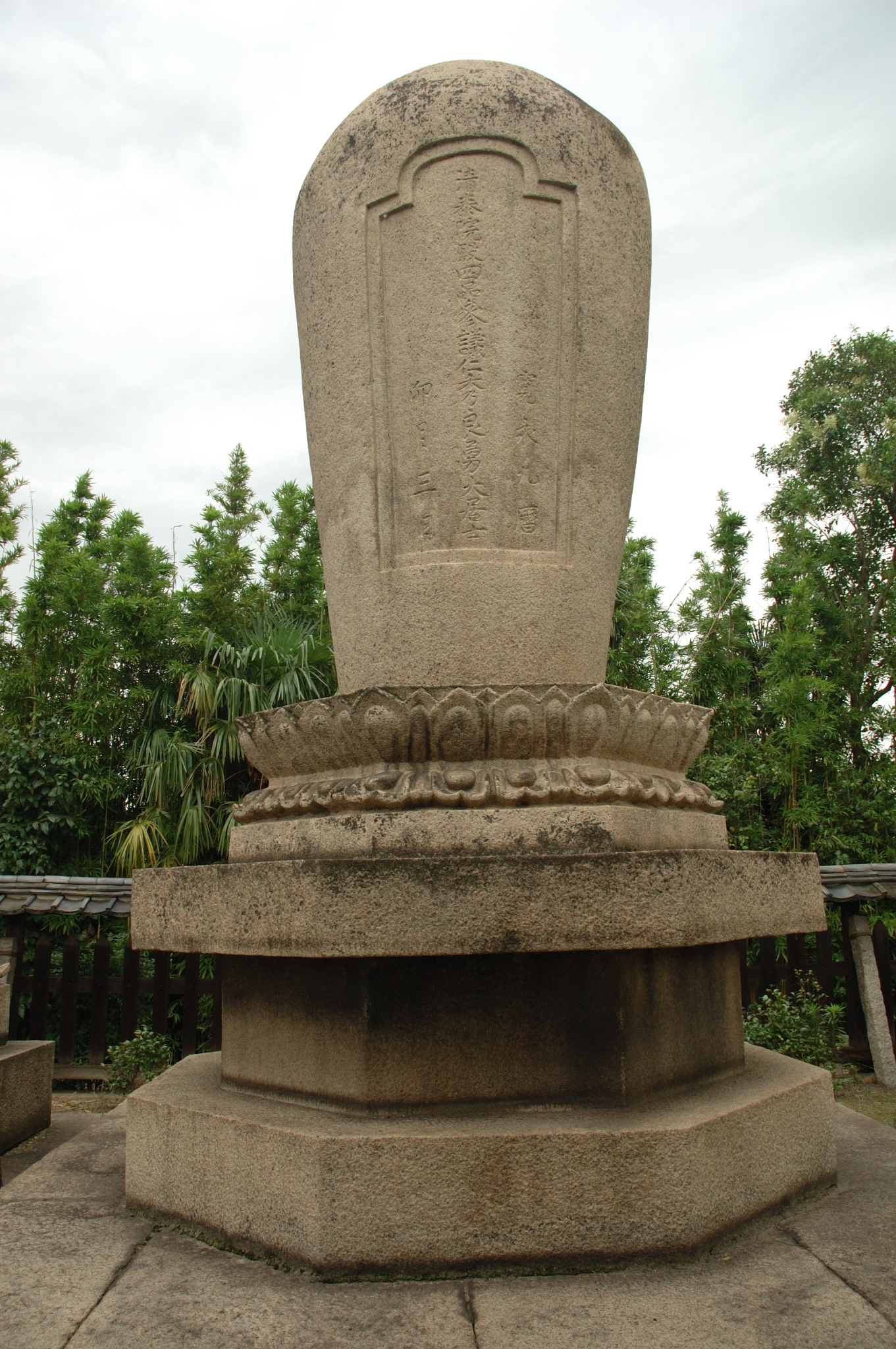
忠雄墓碑（通称・芋墓）

慶長7年（1602年）10月28日、姫路城で生まれる。慶長13年（1608年）、7歳で元服する。徳川家康の外孫に当たることから慶長15年（1610年）、9歳で淡路洲本城に6万石の所領を与えられたが、父の姫路城に留まり、重臣が政務にあたった。
慶長19年（1614年）、大坂の陣に出陣。序盤の木津川口の戦いで出陣を命じられるなど、ある程度の重用を受けている。配下の横川重陳は、徳川家康から一番槍の感状を得ている。
元和元年（1615年）、岡山藩主である同母兄・忠継が17歳で早世したため、その跡を継いだ。洲本藩は廃藩とされ、淡路一国は徳島藩の蜂須賀至鎮にあたえられた。岡山城に入ることとなった忠雄は遺領38万石のうち、忠継が相続した母・督姫の化粧料10万石より同母弟・輝澄（山崎藩3万8,000石）や政綱（赤穂藩3万5,000石）、輝興（平福藩2万5,000石）らにそれぞれ分与したため、忠雄の領地は31万5,200石となった。
入封後は岡山城の拡張工事や城下町の整備、新田開発や治水工事に努めた他、元和6年（1620年）から始まった天下普請による大坂城改築工事に参加させられ、自らの担当場所に蛸石、肥後石、振袖石というそれぞれ大坂城内で第1位から第3位となる巨石をはじめ、その他様々な巨石を運び込んだ。そしてこの大坂城での工事を岡山城の改修工事にも生かし、現存する月見櫓近辺の石垣などを打ち込み接ぎで築き、天端石には石狭間を設置した。
寛永7年（1630年）7月11日、寵愛する小姓の渡辺源太夫が藩士・河合又五郎に殺害されるという事件が起こり（鍵屋の辻の決闘）、脱藩した又五郎をかくまった旗本・安藤正珍と岡山藩池田家との争いに発展した。寛永9年（1632年）、又五郎誅殺を願いつつ、31歳で死去した。死因は天然痘だが、毒殺されたという説もある。死後、家督は長男の光仲が継いだが、幼少だったため因幡鳥取藩に移封された。
墓所は清泰院である。当初岡山県岡山市中区小橋にあったが、昭和39年（1964年）に国道橋建設のために岡山市南区浦安本町に移転した。

## 政治
備前1国と備中4郡を領した忠雄は、岡山城の城郭の整備、城下町の拡張整備にあたった。
岡山城については、大手門を改築し、高麗門を構えて石垣で枡形をつくり、石垣を南北にまたいで西面する渡櫓門を建て、枡形門をつくった。また、大砲に対する防衛のため、本丸書院の段の北西角に望楼と武器庫を兼ねた月見櫓を新設し、付近に火薬庫と火縄銃用の石狭間をも設け、防備を固めた。
城下町については、旭川の用水路である西川の開削が代表的で、この西川を城下と農村の境界とした。

## 系譜
- 父：池田輝政（1565年 - 1613年）
- 母：督姫（1565年 - 1615年） - ふう、徳川家康の次女
- 正室：三保姫（1603年 - 1632年） - 阿波御前、芳春院、蜂須賀至鎮の長女
  - 長男：池田光仲（1630年 - 1693年）
  - 次男：池田仲政（1632年 - 1649年）
- 生母不明の子女
  - 長女：鶴姫（玉照院、1628年 - 1632年） - 側室の子。